# Laguna de Sumumpaya
La laguna de Sumumpaya, también conocida como Laguna Ceramil, Laguna Santa Rosa, o Laguna de Patos Colcapirhua, es una laguna de agua dulce subandina de Bolivia situada en el oeste del municipio de Colcapirhua en el departamento de Cochabamba. Tiene unas dimensiones 0,065 km², un perímetro de 1,02 km y una profundidad de aproximadamente 3 metros.

## Toponimia
Se llama laguna Santa Rosa o laguna de Sumumpaya debido a que la laguna está ubicada en este lugar, pero todos le dicen la laguna de los patos por la gran abundancia de aves acuáticas que existen y descansan en el sector.

## Fauna y flora
La laguna alberga una gran cantidad de especies, como aves autóctonas y migratorias que se alimentan y anidan en el lugar y patos con pico amarillo, gaviotas, flamencos y otras especies de aves que se alimentan de peces que hay en el lago.
Según un informe de la Alcaldía de Colcapirhua, en la laguna existen cinco especies nativas de vegetación y nueve de aves, entre autóctonas y migratorias, que se alimentan en el lugar.

#### Planes de contingencia
Para su mantenimiento, se realiza el dragado del lago, época de lluvia de manera anual.
Existe un proyecto que consiste en realizar un parque temático con salas de proyección de películas, puentes colgantes y botes a pedal. Además, de construir un circuito de trote y enmallar el área. En una primera fase se demandaría un presupuesto de 300.000 bolivianos y se busca concretarlo con el apoyo del municipio, universidades, instituciones militares y empresas privadas.